# Jean-Pierre Sylvestre de Grateloup
Jean-Pierre Sylvestre de Grateloup (1782-1862) fue un médico y naturalista francés.

## Vida
Completó sus estudios de medicina en Montpellier y se mantuvo apegado a la campiña del suroeste de Francia. En compañía de su amigo de la infancia de Jean-Marie Léon Dufour (1780-1865) y el amigo de Dufour Jean-Baptiste Bory de Saint-Vincent (1778-1846) expresó su entusiasmo por la botánica que se especializa en el estudio de las criptógamas, los helechos y otras plantas que se reproducen por medio de esporas. A continuación, las conchas encontradas en la región atrajeron su atención, en particular, los del Adour.
Ejerció la medicina en los hospitales militares en Dax , donde a partir de su graduación de Montpellier en 1807, trabajó en la compañía de Jean Thore (1762-1823). Bajo la Restauración borbónica en Francia experimentó reveses en su carrera. Después de su matrimonio en 1822 se trasladó a Burdeos.
Como miembro correspondiente de la Société linnéenne de Paris, su primer trabajo "en el mundo de la sociedad de Linneo ", es ser nombrado director del museo de historia natural de Dax, que fue fundada en la colección de Jacques-François de Borda d'Oro (1718-1804 ). Además de sus propias obras, editaba artículos para Annales générales de sciences physiques por Bory de Saint-Vincent, Pierre Auguste Joseph Drapiez (1778-1856) y Jean-Baptiste Van Mons (1765-1842).
En su Catalogue des mollusques terrestres et fluviatiles: vivants et fossiles, de la France continentale e insulaire, 1855, catalogó todos los moluscos encontrados en Francia, vivos y fosilizados.
- La abreviatura «Gratel.» se emplea para indicar a Jean-Pierre Sylvestre de Grateloup como autoridad en la descripción y clasificación científica de los vegetales.[3]